# Nasrien Cnops
Nasrien Cnops (Werchter, 18 januari 1989) is een Belgisch radio-dj.

## Levensloop
Cnops studeerde af aan de Katholieke Hogeschool Mechelen in Journalistiek en Audiovisuele Communicatie. Ze was een van de zeven jongeren die in het VRT-programma Stem 18+ vrij waren vragen te stellen aan politici in de aanloop naar de verkiezingen.
Nasrien Cnops was radio-dj bij MNM, waar ze na haar afstuderen eerst begon als redactrice. Van 27 augustus 2012 tot medio 2014 was ze bij deze laatste zender sidekick van Peter Van de Veire in de De Grote Peter Van de Veire Ochtendshow. Ze presenteerde er ook programma's alleen, waaronder tijdens de zomer het laatavondprogramma Night Lounge. Sinds eind augustus 2014 werkte ze meer achter de schermen bij MNM. Vervolgens werd ze eind september aan de kant geschoven. Ze besloot daarna om zich te concentreren op haar muziekcarrière. In 2015 ging ze aan de slag als redactrice bij radiozender Story FM. Later dat jaar ging ze naar de pas opgerichte Vlaamse versie van FOX, waar ze presentatrice wordt van gameprogramma InsideGamer.
In december 2013 schopte ze het in het programma Stars for Life tot de finale in de zangwedstrijd, waarvan de opbrengst naar de Studio Brussel-actie Music For Life ging. Die finale verloor ze van acteur Bert Verbeke.
In 2017 verschijnt het boek Ik tegen de rest, met ondertitel "#maakdepressiebespreekbaar", waarin Cnops het over haar depressie heeft.
Van 2013 tot 2017 zong ze samen met Arne Vanhaecke in De Bende, een partyband voor kinderen die vooral populair is op de kinderzender vtmKzoom.
Sinds januari 2019 is de presentatrice te horen op NRJ waar zij op zondag het avondblok presenteert.
Cnops is moeder van twee kinderen (° 2021 en 2023).